# Service spécial de protection de la république d'Azerbaïdjan
Le Service spécial de protection de la république d'Azerbaïdjan est une institution militarisée placée sous le commandement direct du président de l'Azerbaïdjan.
Le Service spécial de sécurité est guidé par la Constitution de l'Azerbaïdjan, les lois de la république d'Azerbaïdjan, les décrets et ordonnances du Président, les résolutions et ordonnances du Cabinet des ministres de l'Azerbaïdjan et du Milli Majlis.

## Histoire
Pour la première fois, un service de sécurité au niveau de l'État a été créé en Azerbaïdjan pendant la période de la république démocratique d'Azerbaïdjan en 1918-1920. Après l'effondrement de l'Union soviétique, l'Azerbaïdjan a entamé des réformes politiques, économiques et militaires. Dans le cadre des réformes, le gouvernement a commencé à créer des formes de gestion optimales.
, le service a été rebaptisé Département de la protection du pouvoir suprême de l'État et des organes administratifs relevant du ministère de l'Intérieur. Le 25 décembre, par décret du président, la garde nationale a été créée, qui fait partie du service spécial de l'État. 
Selon le décret du président azerbaïdjanais Aïaz Mutalibov, du 25 février 1992 le Service de la sécurité présidentielle et le Département de la protection du pouvoir suprême de l'État et des organes administratifs ont été créés sur la base du Département de la protection du pouvoir suprême de l'État et des organes administratifs relevant du ministère de l'intérieur.
Par décret du 2 mai 2002, le Département de la protection du pouvoir suprême de l'État et du pouvoir administratif a été renommé Service spécial de protection de l'État d'Azerbaïdjan.
Par le décret du président de l'Azerbaïdjan "sur l'amélioration de la gestion dans le domaine de la protection spéciale de l'État" du 16 mars 2020, le service spécial de protection de l'État d'Azerbaïdjan a été aboli et le service de sécurité du président de la république d'Azerbaïdjan a été créé sur sa base.